# Letnie Grand Prix w kombinacji norweskiej 2021
Letnie Grand Prix w kombinacji norweskiej 2021 – dwudziesta czwarta edycja cyklu Letniej Grand Prix w kombinacji norweskiej. Sezon składał się z pięciu konkursów indywidualnych. Rywalizacja rozpoczęła się 27 sierpnia 2021 w Oberhofie, a finałowe zawody odbyły się 5 września 2021 w Villach. W związku z odwołaniem ubiegłorocznego cyklu Grand Prix, żaden zawodnik nie bronił tytułu.
Zwycięzcą Letniego Grand Prix został Fin Ilkka Herola, który w klasyfikacji generalnej wyprzedził Austriaka Mario Seidla oraz Niemca Johannesa Rydzeka. Podobnie jak w poprzednich sezonach zwycięzcą LGP 2021 zgodnie z regulaminem mógł zostać jedynie zawodnik, który wystartował we wszystkich zawodach.

## Kalendarz i wyniki
| Lp | Data             | Miejscowość    | Konkurencja           | 1. miejsce      | 2. miejsce     | 3. miejsce         |
| -- | ---------------- | -------------- | --------------------- | --------------- | -------------- | ------------------ |
| 1. | 28 sierpnia 2021 | Oberhof        | Gundersen HS140/10 km | Ilkka Herola    | Mario Seidl    | Manuel Einkemmer   |
| 2. | 29 sierpnia 2021 | Oberhof        | Gundersen HS140/10 km | Johannes Rydzek | Vinzenz Geiger | Ilkka Herola       |
| 3. | 1 września 2021  | Oberwiesenthal | Gundersen HS105/10 km | Vinzenz Geiger  | Mario Seidl    | Ilkka Herola       |
| 4. | 4 września 2021  | Villach        | Gundersen HS98/10 km  | Ilkka Herola    | Mario Seidl    | Stefan Rettenegger |
| 5. | 5 września 2021  | Villach        | Gundersen HS98/10 km  | Mario Seidl     | Ilkka Herola   | Martin Fritz       |

## Klasyfikacja generalna
| Miejsce | Zawodnik             | Punkty |
| ------- | -------------------- | ------ |
| 1.      | Ilkka Herola         | 400    |
| 2.      | Mario Seidl          | 380    |
| 3.      | Johannes Rydzek      | 275    |
| 4.      | Terence Weber        | 204    |
| 5.      | Martin Fritz         | 202    |
| 6.      | Manuel Einkemmer     | 124    |
| 7.      | Thomas Jöbstl        | 116    |
| 8.      | Lars Ivar Skårset    | 114    |
| 9.      | Laurent Muhlethaler  | 100    |
| 10.     | Philipp Orter        | 88     |
| 11.     | Lukas Klapfer        | 72     |
| 12.     | David Mach           | 46     |
| 13.     | Vid Vrhovnik         | 34     |
| 14.     | Antoine Gérard       | 33     |
| 15.     | Samuel Costa         | 31     |
| 16.     | Ondřej Pažout        | 25     |
| 17.     | Simon Hüttel         | 22     |
| 18.     | Szczepan Kupczak     | 14     |
| 19.     | Mattéo Baud          | 11     |
| 20.     | Wendelin Thannheimer | 1      |
| 21.     | Dmytro Mazurczuk     | 1      |

## Klasyfikacja Pucharu Narodów
| Lp. | Drużyna           | Punkty |
| --- | ----------------- | ------ |
| 1.  | Austria           | 824    |
| 2.  | Niemcy            | 725    |
| 3.  | Finlandia         | 554    |
| 4.  | Norwegia          | 351    |
| 5.  | Francja           | 144    |
| 6.  | Stany Zjednoczone | 93     |
| 7.  | Estonia           | 68     |
| 8.  | Czechy            | 42     |
| 9.  | Włochy            | 42     |
| 10. | Słowenia          | 34     |
| 11. | Polska            | 14     |
| 12. | Ukraina           | 1      |